# Pecherskyi (raion)
Pecherskyi (em ucraniano: Печерський район) é um dos 10 raions da cidade de Kiev.